# Suolammi
Suolammi är en sjö i Finland. Den ligger i kommunen Jämsä i landskapet Mellersta Finland, i den södra delen av landet, 190 km norr om huvudstaden Helsingfors. Suolammi ligger 96 meter över havet. Arean är 8,6 hektar och strandlinjen är 1,4 kilometer lång. Sjön  ingår i Kymmene älvs huvudavrinningsområde.   Den ligger vid sjön Laukalammi. I omgivningarna runt Suolammi växer i huvudsak blandskog.